# イバダン大学
イバダン大学（University of Ibadan）は、イバダン（ナイジェリア西部）に位置する、ナイジェリア最古の大学。1948年11月17日にイギリス植民地相のアーサー・クリーチ・ジョーンズによりイバダンの首長から999年契約で貸与された土地にロンドン大学のカレッジとして設置され、校舎のうちの幾つかはマクスウェル・フライやジェーン・ドルーが設計した。1957年には500床の研修病院が併設された。1962年ナイジェリア独立時に独立した大学となった。
1963年には初代連邦首相のアブバカル・タファワ・バレワがトーキングドラムの演奏による歓迎式典のもと初代学長に就任した。初代のナイジェリア人副学長はケネス・ダイクである。

## 学部
- 農林学部
- 芸術学部
- 基礎医療学部
- 犯罪学部
- 歯学部
- 教育学部
- 法学部
- 薬学部
- 公衆衛生学部
- 理学部
- 社会学部
- 工学部
- 獣医学部

## 著名な出身者
- ウォーレ・ショインカ - ノーベル文学賞受賞（1986年）
- アデバヨ・アロンジ - 薬剤師、実業家
- ジェイコブ・アデ・アジャイ - 歴史家
- チヌア・アチェベ - 小説家
- アビオラ・イレレ - 文学者
- コーレ・オモトショ - 作家
- ニイ・オシュンダレ - 詩人・歌手
- ケン・サロ＝ウィワ - 劇作家・環境活動家